# Habitus (plant)

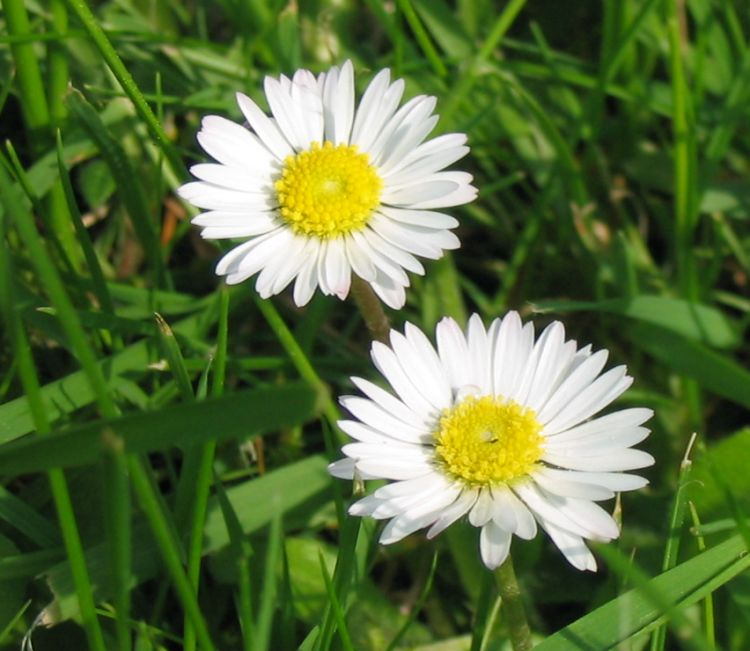
Het madeliefje (Bellis perennis) is door zijn habitus onmiddellijk herkenbaar als lid van de composietenfamilie (Asteraceae)

De habitus van een plant is de uiterlijke verschijningsvorm van die plant, het geheel van de alle wezenlijke en kenmerkende visuele eigenschappen, hun verhoudingen tot elkaar en tot de omgeving. De habitus maakt deel uit van het fenotype, het totaal van alle waarneembare kenmerken van een organisme.
Een aangetroffen plant is vaak aan de hand van habitus (en biotoop) redelijk goed te herkennen tot op het niveau van familie, geslacht of soort, zonder te determineren en daarvoor een gedetailleerde flora te moeten gebruiken.
Ook het 'gedrag' van een organisme kan als habitus worden gezien, maar dit is voor planten minder van toepassing.
Bij het herkennen van planten is vooral de algemene vorm en kleuren van de bloem belangrijk, vegetatieve kenmerken zijn dan vaak bijkomstig. Zo kan bijvoorbeeld het madeliefje op basis van de bloeiwijze, een hoofdje met buis- en straalbloemen, onmiddellijk tot de composietenfamilie (Asteraceae) gerekend worden. Bij niet bloeiende exemplaren is herkenning bij veel soorten op grond van habitus door veldervaring te leren.
De habitus van een plant kan zeer sterk variëren binnen een soort, naargelang het biotoop of de standplaats (zoals lichtinval en andere fysische omstandigheden). De habitus kan ook bij een individuele plant veranderen tijdens de levenscyclus. Kiemplanten zijn vaak moeilijker te herkennen op grond van hun habitus. Ook ziektes en parasieten kunnen de habitus van een plant aantasten. En ten slotte is menselijk ingrijpen, zoals maaien, snoeien en kweek bij cultivatie, een belangrijke factor in het ontstaan van nieuwe habitus.